# Вара (приток Судости)
Вара (укр. Вара) — правый приток Судости, протекающий по Новгород-Северскому (Черниговская область, Украина) и Погарскому (Брянская область, Россия) районам.

## География
Длина — 47 км, площадь водосборного бассейна — 447 км².
Русло извилистое, в среднем течении (село Кистёр) шириной 6 м и глубиной 0,4 м (в верхнем соответственно 8 и 2, село Бучки).
Река берёт начало на болотном массиве юго-восточнее села Внутренний Бор (Новгород-Северский район). Река течёт преимущественно на север, несколько раз меняя угол на северо-западный и северо-восточный, в приустьевом участке — юго-восток. Впадает в Судость непосредственно севернее села Лукин (Погарский район).
Пойма занята заболоченными участками с лугами и с добавлением лесов. На правом берегу в Новгород-Северском районе создан лесной заказник местного значения Гремячский.
Притоки: (от истока к устью)
- Черноваха пр
- Варица пр
- Веприк лв
- Бучка лв
- Веретенка лв
- Гошка лв
- Ложница пр
- Варенец лв

Населённые пункты на реке: (от истока к устью)
- Украина: Внутренний Бор, Воробьёвка, Буда-Воробьёвская, Красный Хутор, Бучки, Городище
- Россия: Боевик, Колодезки, Гудовка, Кистёр, Затростянье, Чемерисовка, Гошка, Гринёвочка, Городище, Лукин